# John Call Dalton

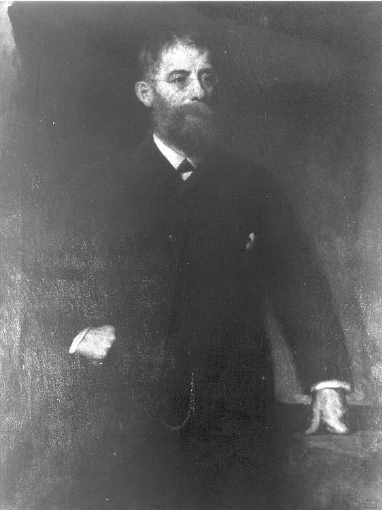
John Call Dalton, 1886

John Call Dalton (* 2. Februar 1825 in Chelmsford, Massachusetts; † 12. Februar 1889) war ein US-amerikanischer Neurophysiologe und Professor in New York.
1855 wurde er in die American Academy of Arts and Sciences und 1864 in die National Academy of Sciences gewählt.

## Werke
- A Treatise on Physiology and Hygiene : for Schools, Families, and Colleges. – New York : London : Harper & Bros. ; Sampson Low, Son & Marston, 1868
- A treatise on human physiology : designed for the use of students and practitioners of medicine. – Philadelphia: Blanchard and Lea, 1859 (6. Auflage 1882)
- The Experimental Method of Medicine – Philadelphia, 1882
- Doctrines of the circulation : a history of physiological opinion and discovery, in regard to the circulation of the blood. – Philadelphia : Henry C. Lea’s Son & Co., 1884
- Topographical anatomy of the brain. – Philadelphia, Lea brothers & Co., 1885

## Autobiographie
- John Call Dalton, M.D., U.S.V. – [Cambridge: Riverside Press], 1892 (über seine Zeit als Militärarzt in der 7th New York Infantry  der Nationalgarde)